# Night Gallery
Night Gallery est une série télévisée américaine en 98 histoires regroupées en 46 épisodes de 50 minutes, créée par Rod Serling et diffusée entre le 16 décembre 1970 et le 27 mai 1973 sur le réseau NBC. Rod Serling présentait chaque épisode et a contribué à l'écriture de nombreux scénarios. Il n'avait cependant pas le même contrôle que sur la série la Quatrième Dimension.
En France, la série est peu connue. Seul le pilote a été doublé en français (sous le titre L'Envers du tableau), et deux épisodes (Pickman's Model et Cool Air) ont été diffusés en version originale sous-titrée sur la chaîne Syfy Universal le 16 mars 2007, dans le cadre d'une soirée spéciale Lovecraft. L'intégrale de la série est disponible en VOST sur DVD depuis 2015.

## Description
Dans la série, Serling apparaît dans une galerie d'art, où il introduit chaque épisode en dévoilant des peintures ayant un lien avec l'histoire.
Night Gallery  a régulièrement présenté des adaptations de classiques littéraires du fantastique, comme les histoires de Howard Phillips Lovecraft, ainsi que des œuvres originales, la plupart issues de la plume de Serling lui-même. Serling a également lui-même adapté des créations contemporaines comme la nouvelle The Little Black Bag de Cyril M. Kornbluth.

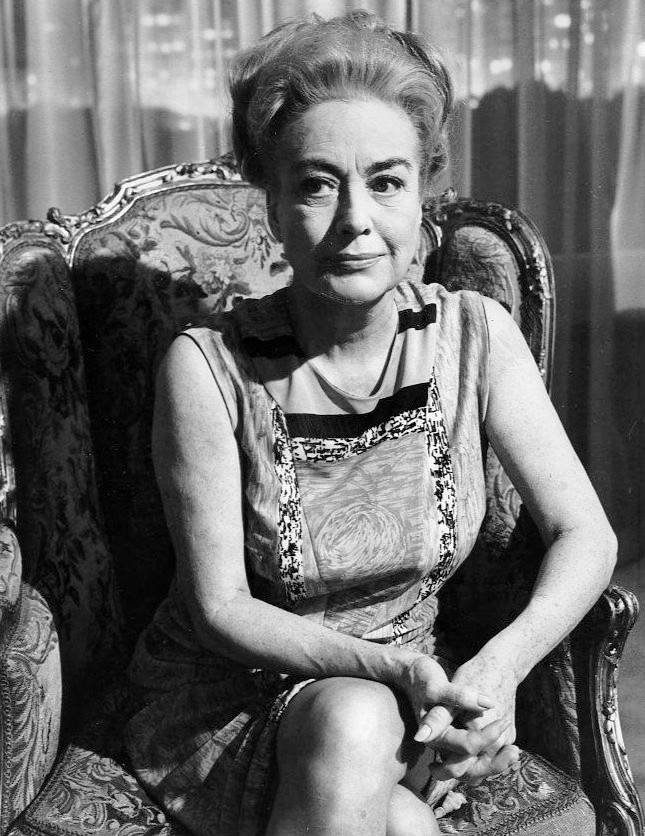
Joan Crawford en 1969 dans l'épisode Eyes de Steven Spielberg

La série a débuté par trois épisodes pilote le 8 novembre 1969. L'un d'entre eux était la première réalisation de Steven Spielberg et un des derniers rôles de Joan Crawford. Contrairement au reste de la série, où les peintures accompagnaient seulement l'introduction de Serling, on les retrouve dans l'épisode même.
La série a été critiquée pour son utilisation d'épisodes comiques de transition entre les parties d'une longue histoire dans quelques épisodes. En dépit de ces distractions, Serling a produit de nombreux téléfilms intéressants comme : Camera Obscura, The Caterpillar, Class of '99, Cool Air, The Doll, Green Fingers, Lindemann's Catch et The Messiah on Mott Street. D'autres épisodes, où Serling n'a pas participé, sont également remarquables : The Dead Man, I'll Never Leave You--Ever, Pickman's Model, A Question of Fear, Silent Snow, Secret Snow et The Sins of the Fathers.
En 1973, blessé par les critiques et ne recevant aucun soutien des producteurs, Serling finira par quasiment renier la série.
Plus tard les épisodes du Sixième Sens seront raccourcis et réutilisés en épisodes additionnels à la série Night Gallery lors de sa diffusion en syndication. Des commentaires de Rod Serling seront rajoutés en voix off pour résumer des séquences coupées.

## Épisodes
La série contient 43 épisodes pour un total de 98 histoires, les trois premières constituant le pilote.

### Pilote (1969)
Pilote en 1 seul téléfilm en 3 partiesL'Envers du tableau
1. The Cemetery, de Boris Sagal
2. The Eyes, de Steven Spielberg
3. The Escape Route, de Barry Shear

### Première saison (1970-1971)
1. The Dead Man, de Douglas Heyes, histoire de Fritz Leiber
2. The Housekeeper, de John Meredyth Lucas
3. Room with a View,  de Jerrold Freedman, histoire de Hal Dresner
4. The Little Black Bag, de Jeannot Szwarc, histoire de Cyril M. Kornbluth
5. The Nature of the Enemy, de Allen Reisner
6. The House, de John Astin, histoire d'André Maurois
7. Certain Shadows on the Wall, de Jeff Corey, histoire de Mary Eleanor Freeman
8. Make Me Laugh, de Steven Spielberg, scénario de Rod Serling
9. Clean Kills and Other Trophies, de Walter Doniger
10. Pamela’s Voice, de Richard Benedict
11. Lone Survivor, de Rod Serling, histoire de Frank Towe
12. The Doll, de Rudi Dorn, histoire de Algernon Blackwood
13. The Last Laurel, de Daryl Duke, histoire de Davis Grubb
14. They’re Tearing Down Tim Riley’s Bar, de Don Taylor

### Deuxième saison (1971-1972)
1. The Boy who Predicted Earthquakes, de John Badham, histoire de Margaret St. Clair
2. Miss Lovecraft Sent Me, de Gene R. Kearney, scénario de Jack Laird
3. The Hand of Borgus Weems, de John Meredyth Lucas, histoire de George Langelaan
4. Phantom of What Opera?, de Gene R. Kearney
5. Death in the Family, de Jeannot Szwarc, histoire de Miriam Allen DeFord
6. The Merciful, de Jeannot Szwarc, histoire de  Charles L. Sweeney Jr.
7. Class of '99, de Jeannot Szwarc
8. Witches Feast, de Jerrold Freedman
9. Since Aunt Ada Came to Stay, de William Hale, histoire d'A. E. van Vogt
10. With Apologies to Mr. Hyde, de Jeannot Szwarc, scénario de Jack Laird
11. The Flip Side of Satan, de Jerrold Freedman, histoire de Hal Dresner
12. A Fear of Spiders, de John Astin, histoire de Elizabeth M. Walter
13. Junior, de Theodore J. Flicker
14. Marmalade Wine, de Jerrold Freedman, histoire de Joan Aiken
15. The Academy, de Jeff Corey, histoire de David Ely
16. The Phantom Farmhouse, de Jeannot Szwarc, histoire de Seabury Quinn
17. Silent Snow, Secret Snow, de Gene R. Kearney, histoire de Conrad Aiken
18. A Question of Fear de Jack Laird, histoire de Bryan Lewis
19. The Devil Is Not Mocked de Gene R. Kearney, histoire de Manly Wade Wellman
20. Midnight Never Ends, de Jeannot Szwarc
21. Brenda, d'Allen Reisner, histoire de Margaret St. Clair
22. The Diary
23. A Matter of Semantics
24. Big Surprise de Jeannot Szwarc, d'après la nouvelle Une surprise de taille de Richard Matheson
25. Professor Peabody's Last Lecture
26. House - with Ghost
27. A Midnight Visit to the Neighborhood Blood Bank
28. Dr. Stringfellow's Rejuvenator
29. Hell's Bells
30. The Dark Boy
31. Keep in Touch - We'll Think of Something
32. Pickman's Model (Le Modèle de Pickman) d'après une nouvelle de H.P. Lovecraft
33. The Dear Departed, une nouvelle de Alice-Mary Schnirring
34. An Act of Chivalry
35. Cool Air (Air froid), également d'après une nouvelle de H.P. Lovecraft (1928)
36. Camera Obscura
37. Quoth the Raven
38. The Messiah on Mott Street
39. The Painted Mirror
40. The Different Ones
41. Tell David...
42. Logoda's Heads
43. Green Fingers
44. The Funeral de John Meredyth Lucas, d'après la nouvelle Funérailles de Richard Matheson
45. The Tune in Dan's Cafe
46. Lindemann's Catch
47. A Feast of Blood
48. The Late Mr. Peddington
49. The Miracle at Camafeo
50. The Ghost of Sorworth Place
51. The Waiting Room
52. Last Rites for a Dead Druid
53. Deliveries in the Rear
54. Stop Killing Me
55. Dead Weight
56. I'll Never Leave You - Ever
57. There Aren't Anymore MacBanes, de John Newland
58. You Can't Get Help Like That Anymore
59. The Sins of the Fathers, de Jeannot Szwarc
60. The Caterpillar
61. Little Girl Lost
62. Satisfaction Guaranteed

### Troisième saison (1972-1973)
1. The Return of the Sorcerer, de Jeannot Szwarc
2. The Girl with the Hungry Eyes
3. Fright Night
4. Rare Objects
5. Spectre in Tap-Shoes
6. The Ring with the Red Velvet Ropes
7. You Can Come Up Now, Mrs. Millikan
8. Smile Please
9. The Other Way Out
10. Finnegan's Flight
11. She'll Be Company for You
12. Something in the Woodwork
13. Death on a Barge
14. Whisper
15. The Doll of Death
16. Hatred Unto Death
17. How to Cure the Common Vampire
18. Die Now, Pay Later
19. Room for One Less

## DVD
- France :

- Le téléfilm Pilote : L'Envers du tableau : sortie en DVD ZONE 2 en France en VF/VOST chez l'éditeur Universal le 23 août 2012
- La série est éditée pour la première fois en France par Eléphant Films :
- Saison 1 : Coffret 3 DVD, le 15 octobre 2015
- Saison 2 : Coffret 5 DVD, le 24 août 2016
- Saison 3 : Coffret 3 DVD, le 18 janvier 2017

- États-Unis :

La série est sorti chez Universal en Zone 1 NTSC.
- Saison 1 : Coffret 3 DVD Sortie le 24 août 2004 (en VO avec Sous-titres français juste pour la saison 1)
- Saison 2 : Coffret 5 DVD Sortie le 18 novembre 2008 (en VO Sous-titres anglais)
- Saison 3 : Coffret 2 DVD Sortie le 10 avril 2012 (en VO Sous-titres anglais)

## Distinctions
La série a reçu une nomination aux Emmy Awards pour l'épisode They're Tearing Down Tim Riley's Bar.
En 1972, la série était à nouveau nommée pour l'épisode de la seconde saison : Pickman's Model.